# Glasbeni ustvarjalci
Glasbeni ustvarjalci so ljudje, ki delajo v glasbeni industriji: skladatelji, tekstopisci, aranžerji, glasbeniki, pevci, producenti in snemalci.